# Lulu (Sängerin)/Diskografie
Diese Diskografie ist eine Übersicht über die musikalischen Werke der britischen Sängerin Lulu. Den Schallplattenauszeichnungen zufolge hat sie bisher mehr als 1,7 Millionen Tonträger verkauft, davon alleine in ihrer Heimat über 760.000. Ihre erfolgreichste Veröffentlichung ist die Single To Sir with Love mit über einer Million verkauften Einheiten.

## Alben

### Studioalben
| Jahr | Titel                                                | Höchstplatzierung, Gesamtwochen, AuszeichnungChartplatzierungen (Jahr, Titel, Platzierungen, Wochen, Auszeichnungen, Anmerkungen) | Höchstplatzierung, Gesamtwochen, AuszeichnungChartplatzierungen (Jahr, Titel, Platzierungen, Wochen, Auszeichnungen, Anmerkungen) | Anmerkungen |
| Jahr | Titel                                                | UK | US | Anmerkungen |
| ---- | ---------------------------------------------------- | --- | --- | --- |
| 1967 | Love Loves to Love Lulu (UK) / To Sir with Love (US) | — | US24 (20 Wo.)US | Erstveröffentlichung: Oktober 1967 Produzent: Mickie Most |
| 1970 | New Routes                                           | — | US88 (14 Wo.)US | Erstveröffentlichung: Februar 1970 Produzenten: Arif Mardin, Jerry Wexler, Tom Dowd                                                                                  |
| 1981 | Lulu                                                 | — | US126 (10 Wo.)US | Erstveröffentlichung: August 1981 Produzent: Mark London |
| 1993 | Independence                                         | UK67 (1 Wo.)UK | — | Erstveröffentlichung: Februar 1993 Produzenten: Errol Henry, Ian Green, Cary Baylis, Eliot Kennedy, Mike Ward, Nick Martinelli, Barry Gibb, Maurice Gibb, Essentials |
| 2002 | Together                                             | UK4 Gold · (10 Wo.)UK | — | Erstveröffentlichung: 20. Mai 2002 Executive Producer: Elton John |
| 2004 | Back on Track                                        | UK68 (1 Wo.)UK | — | Erstveröffentlichung: 15. März 2004 |
| 2005 | A Little Soul in Your Heart                          | UK29 (3 Wo.)UK | — | Erstveröffentlichung: 8. August 2005 Produzent: Simon Climie |
| 2015 | Making Life Rhyme                                    | UK35 (1 Wo.)UK | — | Erstveröffentlichung: 13. April 2015 Produzenten: Richard Cardwell, Billy Lawrie                                                                                     |

Weitere Studioalben
- 1965: Something to Shout About (UK) / 1973: Lulu! (US)
- 1967: From Lulu … with Love
- 1969: Lulu’s Album (UK) / 1970: It’s Lulu (US)
- 1970: Melody Fair
- 1973: Lulu
- 1976: Heaven and Earth and the Stars
- 1979: Don’t Take Love for Granted
- 1982: Take Me to Your Heart Again
- 1989: The Man Who Sold the World
- 1997: Absolutely

### Kompilationen
| Jahr | Titel             | Höchstplatzierung, Gesamtwochen, AuszeichnungChartplatzierungen (Jahr, Titel, Platzierungen, Wochen, Auszeichnungen, Anmerkungen) | Höchstplatzierung, Gesamtwochen, AuszeichnungChartplatzierungen (Jahr, Titel, Platzierungen, Wochen, Auszeichnungen, Anmerkungen) | Anmerkungen                             |
| Jahr | Titel             | UK | US | Anmerkungen                             |
| ---- | ----------------- | --- | --- | --------------------------------------- |
| 1971 | The Most of Lulu  | UK15 (6 Wo.)UK | — | Erstveröffentlichung: September 1971    |
| 2003 | The Greatest Hits | UK35 Silber · (3 Wo.)UK | — | Erstveröffentlichung: 10. November 2003 |
| 2021 | Gold              | UK78 (1 Wo.)UK | — | Erstveröffentlichung: 14. Mai 2021      |

Weitere Kompilationen
- 1969: The World of Lulu
- 1970: The World of Lulu Vol 2
- 1970: To Love Somebody
- 1974: Star-Collection
- 1976: Portrait of Lulu (2 LPs)
- 1980: The Very Best of Lulu (20 Neuaufnahmen älterer Hits)
- 1983: Shout
- 1989: Something to Shout About
- 1989: I’m a Tiger
- 1994: From Crayons to Perfume: The Best of Lulu
- 1996: The Gold Collection
- 1996: The World of Lulu
- 1996: The EP Collection
- 1998: The Best of Lulu
- 1999: The Man Who Sold the World
- 1999: I’m Back for More (2 CDs)
- 2003: I Don’t Want to Fight
- 2005: To Sir with Love! The Complete Mickie Most Recordings (2 CDs)
- 2007: The Atco Sessions 1969–72 (2 CDs)
- 2008: Lulu on the Dancefloor: The Remixes
- 2008: The Collection
- 2009: Shout! The Complete Decca Recordings (2 CDs)

## Singles
| Jahr | Titel Album                                                         | Höchstplatzierung, Gesamtwochen, AuszeichnungChartplatzierungen (Jahr, Titel, Album, Platzierungen, Wochen, Auszeichnungen, Anmerkungen) | Höchstplatzierung, Gesamtwochen, AuszeichnungChartplatzierungen (Jahr, Titel, Album, Platzierungen, Wochen, Auszeichnungen, Anmerkungen) | Höchstplatzierung, Gesamtwochen, AuszeichnungChartplatzierungen (Jahr, Titel, Album, Platzierungen, Wochen, Auszeichnungen, Anmerkungen) | Höchstplatzierung, Gesamtwochen, AuszeichnungChartplatzierungen (Jahr, Titel, Album, Platzierungen, Wochen, Auszeichnungen, Anmerkungen) | Höchstplatzierung, Gesamtwochen, AuszeichnungChartplatzierungen (Jahr, Titel, Album, Platzierungen, Wochen, Auszeichnungen, Anmerkungen) | Anmerkungen |
| Jahr | Titel Album                                                         | DE | AT | CH | UK | US | Anmerkungen |
| ---- | ------------------------------------------------------------------- | --- | --- | --- | --- | --- | --- |
| 1964 | Shout Something to Shout About                                      | — | — | — | UK7 (14 Wo.)UK | US94 (6 Wo.)US | Erstveröffentlichung: 17. April 1964 Lulu and the Luvvers Autoren: Ronald Isley, O’Kelly Isley, Rudolph Isley Original: The Isley Brothers, 1959 |
| 1964 | Here Comes the Night From Lulu … with Love                          | — | — | — | UK50 (1 Wo.)UK | — | Erstveröffentlichung: 6. November 1964 Autor: Bert Russell                                                                                       |
| 1965 | Leave a Little Love Something to Shout About                        | — | — | — | UK8 (11 Wo.)UK | — | Erstveröffentlichung: 28. Mai 1965 Autoren: Les Reed, Robin Conrad                                                                               |
| 1965 | Try to Understand Something to Shout About                          | — | — | — | UK25 (8 Wo.)UK | — | Erstveröffentlichung: 20. August 1965 Autoren: Lori Burton, Pam Sawyer Original: Little Hank, 1964                                               |
| 1967 | The Boat That I Row Love Loves to Love Lulu                         | — | — | — | UK6 (11 Wo.)UK | — | Erstveröffentlichung: 7. April 1967 Autor und Original: Neil Diamond, 1966                                                                       |
| 1967 | Let’s Pretend Love Loves to Love Lulu                               | — | — | — | UK11 (11 Wo.)UK | — | Erstveröffentlichung: 23. Juni 1967 Autoren: Paul Evans, Paul Parnes                                                                             |
| 1967 | To Sir with Love                                                    | — | — | — | — | US1 Gold · (17 Wo.)US | Erstveröffentlichung: 2. Juni 1967 Titellied des Films Junge Dornen Autoren: Don Black, Mark London                                              |
| 1967 | Love Loves to Love, Love Love Loves to Love Lulu                    | — | — | — | UK32 (6 Wo.)UK | — | Erstveröffentlichung: 27. Oktober 1967 Autoren: Estel Levitt, Don Thomas                                                                         |
| 1967 | Best of Both Worlds To Sir with Love                                | — | — | — | — | US32 (10 Wo.)US | Erstveröffentlichung: 20. November 1967 Autoren: Don Black, Mark London                                                                          |
| 1968 | Me the Peaceful Heart To Love Somebody                              | — | — | — | UK9 (9 Wo.)UK | US53 (7 Wo.)US | Erstveröffentlichung: 16. Februar 1968 Autor: Anthony Hazzard                                                                                    |
| 1968 | Boy To Love Somebody                                                | — | — | — | UK15 (7 Wo.)UK | — | Erstveröffentlichung: 24. Mai 1968 Autoren: Geoff Stephens, Howard Blaikley                                                                      |
| 1968 | Morning Dew To Sir with Love                                        | — | — | — | — | US52 (8 Wo.)US | Erstveröffentlichung: 5. Juli 1968 Autoren: Bonnie Dobson, Tim Rose Original: Bonnie Dobson, 1962                                                |
| 1968 | I’m a Tiger The Most of Lulu                                        | DE4 (12 Wo.)DE | AT18 (4 Wo.)AT | — | UK9 (13 Wo.)UK | — | Erstveröffentlichung: 1. November 1968 Autoren: Marty Wilde, Ronnie Scott                                                                        |
| 1969 | Boom Bang-a-Bang The Most of Lulu                                   | DE8 (6 Wo.)DE | AT10 (8 Wo.)AT | CH3 (7 Wo.)CH | UK2 (13 Wo.)UK | — | Erstveröffentlichung: 7. März 1969 Autoren: Alan Moorhouse, Peter Warne                                                                          |
| 1969 | Oh Me Oh My (I’m a Fool for You Baby) New Routes                    | — | — | — | UK47 (2 Wo.)UK | US22 (14 Wo.)US | Erstveröffentlichung: November 1969 Autor: Jim Doris                                                                                             |
| 1970 | Hum a Song (From Your Heart) Melody Fair                            | — | — | — | — | US54 (6 Wo.)US | Erstveröffentlichung: Mai 1970 mit The Dixie Flyers Autor: Richard Ross                                                                          |
| 1974 | The Man Who Sold the World Heaven and Earth and the Stars           | DE13 (9 Wo.)DE | — | — | UK3 Silber · (9 Wo.)UK | — | Erstveröffentlichung: 11. Januar 1974 Autor und Original: David Bowie, 1970                                                                      |
| 1975 | Take Your Mama for a Ride Heaven and Earth and the Stars            | — | — | — | UK37 (4 Wo.)UK | — | Erstveröffentlichung: Februar 1975 Autor: Kenny Nolan                                                                                            |
| 1981 | I Could Never Miss You (More Than I Do) Don’t Take Love for Granted | — | — | — | UK62 (5 Wo.)UK | US18 (18 Wo.)US | Erstveröffentlichung: Juli 1981 Autor: Neil Harrison                                                                                             |
| 1981 | If I Were You Lulu (1981)                                           | — | — | — | — | US44 (11 Wo.)US | Erstveröffentlichung: November 1981 Autoren: Jerry Fuller, John Hobbs                                                                            |
| 1986 | Shout (1986 Re-Recording) –                                         | — | — | — | UK8 (10 Wo.)UK | — | Erstveröffentlichung: Juli 1986 Produzent: Phil Nicholas; Mix: Paul Schroeder                                                                    |
| 1986 | My Boy Lollipop –                                                   | — | — | — | UK86 (3 Wo.)UK | — | Erstveröffentlichung: November 1986 Autoren: Johnnie Roberts, Morris Levy, Robert Spencer Original: Barbie Gaye, 1956                            |
| 1993 | Independence                                                        | DE52 (11 Wo.)DE | — | — | UK11 (5 Wo.)UK | — | Erstveröffentlichung: Januar 1993 Autoren: Leon Ware, Winston Sela                                                                               |
| 1993 | I’m Back for More Independence                                      | — | — | — | UK27 (5 Wo.)UK | — | Erstveröffentlichung: März 1993 mit Bobby Womack Autor: Kenny Stover                                                                             |
| 1993 | Let Me Wake Up in Your Arms Independence                            | — | — | — | UK51 (2 Wo.)UK | — | Erstveröffentlichung: August 1993 Autoren: Barry Gibb, Maurice Gibb, Robin Gibb                                                                  |
| 1993 | Relight My Fire Everything Changes                                  | DE18 (21 Wo.)DE | AT27 (3 Wo.)AT | CH18 (13 Wo.)CH | UK1 Gold · (14 Wo.)UK | — | Erstveröffentlichung: 27. September 1993 Take That feat. Lulu Autor und Original: Dan Hartman, 1979                                              |
| 1993 | How ’Bout Us Independence                                           | — | — | — | UK46 (3 Wo.)UK | — | Erstveröffentlichung: November 1993 Autor: Diana Walden                                                                                          |
| 1994 | Goodbye Baby and Amen Absolutely                                    | — | — | — | UK40 (2 Wo.)UK | — | Erstveröffentlichung: August 1994 Autoren: Billy Lawrie, Lulu, Tony Swain                                                                        |
| 1994 | Every Woman Knows Absolutely                                        | — | — | — | UK44 (2 Wo.)UK | — | Erstveröffentlichung: November 1994 Autoren: Billy Lawrie, Lulu                                                                                  |
| 1999 | Hurt Me So Bad –                                                    | — | — | — | UK42 (2 Wo.)UK | — | Erstveröffentlichung: Mai 1999 Autor: David Tyson                                                                                                |
| 2000 | Better Get Ready –                                                  | — | — | — | UK59 (2 Wo.)UK | — | Erstveröffentlichung: Dezember 1999 Autoren: Billy Lawrie, Lulu, Mark Taylor, Paul Barry                                                         |
| 2000 | Where the Poor Boys Dance –                                         | — | — | — | UK24 (5 Wo.)UK | — | Erstveröffentlichung: März 2000 Autoren: Billy Lawrie, David Tyson                                                                               |
| 2002 | We’ve Got Tonight Destination                                       | — | — | — | UK4 (13 Wo.)UK | — | Erstveröffentlichung: November 2002 Ronan Keating feat. Lulu Autor: Bob Seger Original: Bob Seger & the Silver Bullet Band, 1978                 |

grau schraffiert: keine Chartdaten aus diesem Jahr verfügbar
Weitere Singles
- 1964: Can’t Hear You No More
- 1964: Lulu (EP)
- 1965: Satisfied (Lulu and the Luvers)
- 1965: Tell Me Like It Is
- 1966: Call Me
- 1966: What a Wonderful Feeling
- 1971: Got to Believe in Love
- 1971: Everybody Clap
- 1972: Even If I Could Change
- 1974: The Man with the Golden Gun
- 1975: Boy Meets Girl
- 1975: Heaven and Earth and the Stars
- 1978: Your Love Is Everywhere
- 1978: Don’t Take Love for Granted
- 1979: I Love to Boogie
- 1982: I Will Do It for Your Love
- 1982: Take Me to Your Heart Again
- 1984: Is That So
- 1990: Nellie the Elephant
- 2002: Phunk Phoolin (Kerphunk feat. Lulu)
- 2004: Keep Talkin I’m Listening
- 2005: Relight My Fire (Element Remix) (Take That feat. Lulu)
- 2015: Shout – 2015

Weitere Chartplatzierungen

| Jahr | Titel Album      | Höchstplatzierung, Gesamtwochen, AuszeichnungChartplatzierungen (Jahr, Titel, Album, Platzierungen, Wochen, Auszeichnungen, Anmerkungen) | Höchstplatzierung, Gesamtwochen, AuszeichnungChartplatzierungen (Jahr, Titel, Album, Platzierungen, Wochen, Auszeichnungen, Anmerkungen) | Anmerkungen                       |
| Jahr | Titel Album      | R&B | Dance | Anmerkungen                       |
| ---- | ---------------- | --- | --- | --------------------------------- |
| 1967 | To Sir with Love | R&B9 (8 Wo.)R&B | — | Erstveröffentlichung: August 1967 |
| 1993 | Independence     | — | Dance3 (14 Wo.)Dance | Erstveröffentlichung: Januar 1993 |

grau schraffiert: keine Chartdaten aus diesem Jahr verfügbar

## Videoalben
- 2005: Lulu Live

## Statistik

### Chartauswertung
|                     | UK    | US    |
| ------------------- | ----- | ----- |
| Nummer-eins-Alben   | UK—UK | US—US |
| Top-10-Alben        | UK1UK | US—US |
| Alben in den Charts | UK8UK | US3US |

|                       | DE    | AT    | CH    | UK     | US    | R&B     | Dance       |
| --------------------- | ----- | ----- | ----- | ------ | ----- | ------- | ----------- |
| Nummer-eins-Singles   | DE—DE | AT—AT | CH—CH | UK—UK  | US1US | R&B—R&B | Dance—Dance |
| Top-10-Singles        | DE2DE | AT1AT | CH1CH | UK10UK | US1US | R&B1R&B | Dance1Dance |
| Singles in den Charts | DE5DE | AT3AT | CH2CH | UK28UK | US9US | R&B1R&B | Dance1Dance |

### Auszeichnungen für Musikverkäufe
| Platin-Schallplatte - Neuseeland - 2002: für das Album Together |

Anmerkung: Auszeichnungen in Ländern aus den Charttabellen bzw. Chartboxen sind in ebendiesen zu finden.
| Land/RegionAuszeichnungen für Musikverkäufe (Land/Region, Auszeichnungen, Verkäufe, Quellen) | Silber     | Gold     | Platin  | Verkäufe  | Quellen                   |
| -------------------------------------------------------------------------------------------- | ---------- | -------- | ------- | --------- | ------------------------- |
| Neuseeland (RMNZ)                                                                            | —          | —        | Platin1 | 15.000    | aotearoamusiccharts.co.nz |
| Vereinigte Staaten (RIAA)                                                                    | —          | Gold1    | —       | 1.000.000 | riaa.com                  |
| Vereinigtes Königreich (BPI)                                                                 | 2× Silber2 | 2× Gold2 | —       | 760.000   | bpi.co.uk                 |
| Insgesamt                                                                                    | 2× Silber2 | 3× Gold3 | Platin1 |           |                           |